# Eduard Bernstein
Pour les articles homonymes, voir Bernstein.
Eduard Bernstein, né en 1850 à Schöneberg près de Berlin et mort en 1932, est un homme politique et théoricien socialiste allemand, militant du Parti social-démocrate d'Allemagne (SPD).

## Contexte familial
Eduard Bernstein est issu d'une famille juive, originaire de Pologne. Parmi ses ancêtres, on compte de nombreux rabbins et talmudistes — ce qui témoigne d'une tradition religieuse orthodoxe. L'émigration des Bernstein en Prusse au début du XIXe siècle coïncide pourtant avec une sécularisation progressive. L'oncle d'Eduard, Aaron Bernstein, se destine ainsi initialement au rabbinat. Après trois ans d'études dans une école rabbinique, il décide d'embrasser une carrière de journaliste. Par la suite, il se consacre à l'écriture d'ouvrages de vulgarisation scientifique qui rencontrent un succès durable. Albert Einstein a ainsi admis que la lecture de ces ouvrages avait joué un rôle important dans l'affirmation de sa vocation de chercheur.
Le père d'Eduard, Jakob Bernstein, n'a pas un parcours professionnel aussi fulgurant que celui de son frère. En 1843, la compagnie ferroviaire Berlin-Anhalt l'engage comme conducteur de train. Il conserve cette profession pendant plus de trente ans. Bon travailleur, Jakob gère assez mal ses finances et sa promotion personnelle. Il a toujours vécu dans une situation économique précaire. Au début des années 1840, il épouse une orpheline originaire de Magdebourg, Johanna Rosenberg. Tous deux partagent des affinités politiques similaires en faveur du libéralisme politique. Ils soutiennent ainsi vivement la révolution de 1848. Johanna entretient notamment une sorte de culte familial autour du révolutionnaire Johann Jacoby. L'élargissement progressif de la famille Bernstein contribue à accroître ses difficultés financières. Né le 6 janvier 1850, Eduard est le septième enfant — trois autres suivent.
Bien intégrés, les Bernstein subissent néanmoins quotidiennement les préjugés antisémites de la société prussienne. En vigueur jusqu'en 1850, la Loi sur la résidence astreint les juifs à ne pas rester plus d'un an à Berlin — une fois par an, Jakob doit ainsi de sortir de la ville pendant une heure pour en revenir aussitôt. Par la suite, Eduard est très fréquemment confronté à sa judéité. Pendant ses premières années d'école, ses camarades multiplient les insultes antisémites à son égard. Un de ses professeurs, croyant par là le distinguer, l'incite fortement à se convertir à la foi chrétienne.

## Jeunesse
Eduard Bernstein se révèle de constitution fragile. Pendant son enfance il est confronté à de multiples ennuis de santé. Le médecin de famille est sceptique quant à sa survie. Il finit par renoncer à lui prescrire des médicaments, jugeant que, dans son état, un verre de bière serait tout aussi efficace.
Les Bernstein se sont efforcés d'appliquer leurs conceptions politiques libérales à l'éducation des enfants. Ils ne recourent quasiment jamais à des châtiments corporels alors courants. Eduard montre rapidement certaines prédispositions intellectuelles : il maîtrise facilement les rudiments de la lecture que lui enseigne son frère Max. Il obtient de bons résultats à l'école élémentaire. Ses professeurs incitent son père à ce qu'il l'inscrive au Gymnasium (l'équivalent du collège dans la Prusse du XIXe siècle). En dépit de la charge financière que cette inscription représente, il finit par accepter. La précocité d'Eduard se confirme. Il brille tout particulièrement en mathématique. À partir de l'âge de quatorze ans, il se découvre un intérêt grandissant pour la littérature et plus spécifiquement pour le poète et dramaturge Friedrich Schiller. Deux ans plus tard, il quitte le Gymnasium. Bénéficiant d'une promotion rapide, il dispose à terme d'un salaire qui lui permet de soutenir financièrement ses parents.
En 1868, Johanna Bernstein meurt des suites d'une tuberculose. Eduard en est terriblement affecté. Cet événement tend à renforcer son athéisme latent : renonçant définitivement à la perspective d'une vie après la mort, il en vient à estimer que sa mère n'existe plus que dans sa mémoire. Détaché de l'idéal religieux, Eduard l'est également de l'idéal nationaliste. À la suite du succès de la campagne austro-prussienne de 1866, il avait été plutôt fasciné par les progrès de l'Unité allemande. Il se montre beaucoup plus sceptique à l'égard de la guerre franco-allemande de 1870-1871. Il affirme alors fréquemment que seul Napoléon III est le véritable ennemi de la Prusse et non les Français ordinaires. Ces idées sont très mal accueillies. En 1871, il est expulsé d'une taverne berlinoise par un patriote fanatique.
Déçu par la religion et la nation, Bernstein en vient à se tourner vers l'autre grand lieu d'affiliation du XIXe siècle : le mouvement ouvrier.

## L'ascension d'un social-démocrate

### L'adhésion au socialisme (1871-1878)

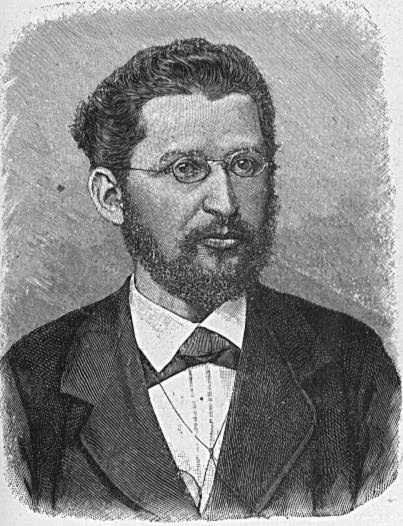
Portrait d'Eduard Bernstein.

En 1871, Bernstein fonde un petit cercle de réflexion théorique intitulé Utopia. Plusieurs étudiants et intellectuels y font état de leurs spéculations politiques, généralement en lien avec l'actualité. Bernstein est notamment marqué par l'intervention d'un social-démocrate dénommé Friedrich Fritzsche. Celui-ci parle éloquemment de la question sociale et de la lutte du prolétariat pour l'obtention de ses droits. Séduit par ce discours, il commence à s'intéresser de près aux évolutions des idées et des organisations social-démocrates.
En 1872, August Bebel, Wilhelm Liebknecht et plusieurs autres responsables sociaux-démocrates sont visés par un procès pour haute trahison à Leipzig. Il leur est reproché d'avoir défendu une résolution pacifique de la guerre contre la France et de s'être opposés à l'annexion de l'Alsace-Lorraine. Les discours de défense de Bebel et Liebknecht marquent durablement Bernstein. Ceux-ci se déclarent en effet prêt à mourir pour leurs idées et le développement de la social-démocratie. Quelques mois plus tard, Bernstein assiste à une conférence donnée par Bebel, fraîchement sorti de prison. Les critiques que celui-ci porte non seulement aux conservateurs, mais également aux libéraux de gauche, héritiers de l'ADAV de Ferdinand Lassalle rencontrent les préoccupations de Bernstein. Il décide d'adhérer au parti de Bebel, le SDAP. Il y est bien accueilli. Le ralliement du neveu d'Aaron Bernstein, le vulgarisateur scientifique alors au faîte de sa popularité, est perçue comme une source de prestige intellectuel.
Au cours des années qui suivent, Bernstein est de plus en plus convaincu de la pertinence des conceptions socialistes et, plus spécifiquement, marxistes. La crise de 1873 paraît confirmer les prédictions de Bebel : du fait de ses contradictions, le capitalisme semble condamné à une disparition imminente. En 1875, l'ADAV et le SDAP s'unissent pour former le Parti socialiste ouvrier d'Allemagne (SAPD), qui deviendra plus tard le SPD. Cette union ne fait pas l'unanimité au sein de la social-démocratie. D'un point-de-vue politique et stratégique, elle s'avère particulièrement appropriée. À cette date, les libéraux achèvent de se rallier aux institutions impériales. Faute d'être représentées, les classes ouvrières se rapprochent du SPD, qui dispose bientôt d'une assise électorale importante (plus de 10 % des voix).
Dans ce contexte assez propice, Bernstein mène une sorte de double vie. Il obtient un emploi assez bien rémunéré dans la haute banque des Rothschild. Parallèlement, il donne de multiples conférences au sein du SPD. Il se familiarise avec les nombreux débats intellectuels internes. Il s'intéresse tout particulièrement aux théories de l'économiste Eugen Dühring. Plutôt éclectique et proche de la gauche libérale, Dühring se montre très critique à l'égard des prétentions scientifiques du marxisme. Il défend un socialisme pragmatique, avant tout fondé sur les droits de l'individu. Progressivement gagné à ces idées, Bernstein les diffuse dans le parti. Bebel s'y montre plutôt favorable, dans une optique plutôt pragmatique : à la suite de son expulsion de l'Université de Berlin en raison de ses idées anti-prussiennes, c'est une figure assez médiatisée, qu'il conviendrait d'annexer au mouvement social-démocrate. Le principal idéologue du SPD, Wilhelm Liebknecht, s'avère beaucoup plus circonspect. Il redoute que l'endossement de Dühring n'entérine une véritable dérive idéologique. Il fait part de ses inquiétudes à Friedrich Engels. En réaction, celui-ci publie toute une série d'articles contre le socialisme de Dühring, réunis postérieurement dans un livre sous le titre d'Anti-Dühring. Par-là, il contribue à fixer le corpus idéologique marxiste autour de quelques idées centrales. Bernstein, comme la très grande majorité des militants sociaux-démocrates, est finalement convaincu par cette nouvelle orthodoxie. Le spectre de l'éclectisme disparaît du SPD pendant au moins une décennie.

### L'exil et la découverte des socialismes européens (1878-1880)
En 1878, Bismarck attribue deux tentatives d'attentats contre le Kaiser aux sociaux-démocrates. Le SPD tente d'anticiper la répression en dissolvant la plupart de ses organes officiels. Les pouvoirs publics ne se contentent pas de ces gages de bonne foi. Le 21 octobre, le Reichstag promulgue la Loi contre les socialistes (Sozialistengesetz). Le SPD est condamné à la clandestinité pendant près de treize ans. Le parti ne peut s’appuyer sur aucune organisation officielle hormis son groupe parlementaire au Reichstag. Ses structures militantes et ses journaux sont démantelés ou dissimulés. La social-démocratie allemande ne dispose plus de représentation officielle qu'au Reichstag (ses députés disposent de l'immunité parlementaire) et à l'étranger.
Bernstein décide de prendre le chemin de l'exil. Il quitte son emploi à la banque Rothschild et devient le secrétaire d'un des dirigeants du SPD, le docteur Karl Höchberg. Il suit son nouveau patron en Suisse, d'abord à Lugano, puis à Zurich. Peu de temps après son arrivée en Suisse, il apprend que Berlin l'a placé sur une liste noire : il ne peut plus rentrer en Allemagne et n'y reviendra pas au cours des vingt prochaines années. Disposant de moyens financiers importants, Höchberg assure le lancement de plusieurs périodiques et revues idéologiques, tels que Die Zukunft et Jahrbuch für Sozialwissenschaft und Sozialpolitik. Il est plutôt proche de l'aile droite du SPD et ne dissimule pas ses multiples désaccords avec le marxisme. En 1879, un article anonyme publié dans le Jahrbuch s'en prend au radicalisme anti-bourgeois de la direction actuelle du SPD et critique vivement le romantisme ouvrier de Marx et Engels. Bernstein semble n'avoir participé que marginalement à la rédaction de ce texte. Néanmoins, son précédent engagement dans l'affaire Dühring ne joue pas en sa faveur : le texte lui est en grande partie attribué. À ce stade, sa carrière politique paraît menacée.
Bebel tente de corriger le tir. Sur ses conseils, Bernstein entreprend un voyage à Londres en décembre 1880 afin de rassurer Marx et Engels sur son orientation idéologique. Il rencontre Marx au Café Royal (en) de Piccadilly Circus ; ils ont ensemble une longue conversation assez fructueuse. C'est surtout avec Engels que la prise de contact s'avère positive. Bernstein et lui se découvrent de nombreux intérêts mutuels (en particulier une passion commune pour le poète Friedrich Schiller).
Au retour de son séjour londonien, Bernstein est amené à collaborer avec une autre étoile montante du SPD, l'autrichien Karl Kautsky. À la suite du développement des différentes revues clandestines, le docteur Höchberg décide en effet d'engager un second secrétaire. Les deux hommes se lient rapidement ; leur correspondance se perpétue jusqu'à la mort de Bernstein. Leurs profils se complètent : Bernstein est bien introduit dans les milieux socialistes européens ; ayant suivi une formation avancée en philosophie et en anthropologie, Kautsky est familier des cercles universitaires viennois. Kautsky ne reste que six mois auprès du docteur Höchberg. Néanmoins au long des années 1880, il retrouve fréquemment Bernstein et un autre exilé social-démocrate, Julius Motteler, dans diverses tavernes suisses. Tous trois échangent leurs diverses spéculations théoriques ; ils composent occasionnellement des chansons satiriques contre le gouvernement de Bismarck.

### La direction deDer Sozialdemokrat(1881-1888)
En avril 1881, Bernstein prend la direction de la principale revue social-démocrate, Der Sozialdemokrat (de). Marx et Engels le préfèrent à Kautsky jugé trop dogmatique et insuffisamment souple. Dans une lettre à Bernstein, Engels souligne ainsi que « Tu diriges notre revue avec beaucoup d'habileté. Tu as trouvé le juste ton et développé un sens de l'humour appréciable […] Kautsky, par contre, ne dispose pas des compétences requises : il finit toujours par se perdre dans des détails mineurs et subsidiaires ». En 1882, Kautsky entreprend de fonder sa propre revue, Die Neue Zeit. Bien qu'elle prétende s'inscrire dans la lignée des Annales franco-allemandes de Marx, elle ne reçoit pas l'agrément d'Engels. En 1887, Kautsky décide de procéder comme Bernstein sept ans plus tôt : il se rend à Londres et tente de s'expliquer et de se justifier auprès de Engels (Marx étant mort quatre ans plus tôt). Le voyage se révèle profitable et Neue Zeit prend rapidement un certain ascendant.
Die Sozialdemokrat, par contre, subit les conflits à répétition entre la frange modérée et la frange radicale du SPD. Les députés élus, demeurés en Allemagne, se montrent plus conciliants avec les autorités impériales. Préférant lutter contre le chômage plutôt que de défendre la paix internationale, ils soutiennent les lois de réarmement de la marine allemande. Ils n'approuvent pas l'orientation marxisante de la revue de Bernstein, dont l'audience atteint plus de 10 000 exemplaires. En 1884, elle publie deux articles anonymes qui qualifient l'ensemble des socialistes de vrais communistes, ennemis de l'État. En conséquence, plusieurs députés soulignent, dans une déclaration officielle, que « Cette revue ne doit pas déterminer l'attitude du groupe parlementaire. C'est le groupe parlementaire qui doit contrôler l'attitude de la revue ». Bernstein ne sait pas trop comment réagir à cette opposition interne. Il tente un compromis en garantissant que les idées des modérés seront mieux représentés à l'avenir. Cela ne suffit pas à convaincre les députés. Bernstein songe à démissionner. Engels décide d'intervenir. Il incite les députés à présenter un amendement aux lois de réarmement. Celui-ci est finalement rejeté par le Reichstag. Déçu dans ses perspectives de conciliation, le groupe parlementaire se radicalise. L'union du parti est rétablie pour quelques années.
Parallèlement à ses activités de journalistes, Bernstein apprend plusieurs langues, dont l'anglais et le français. Il travaille, de concert avec Engels et Kautsky, à l'édition des œuvres de Marx. Il traduit ainsi Misère de la philosophie en allemand. En 1887, il épouse la veuve d'un industriel, Regine Zadek-Schatter. Celle-ci s'implique dans ses activités théoriques et politiques. Elle assure en 1895 l'édition allemande de l'History of British Trade Union de Beatrice Webb.

### La rédaction du programme d'Erfurt (1889-1891)
En 1889, Die Sozialdemokrat doit quitter ses locaux Zurichois. À la suite d'une intervention de Bismarck, la confédération suisse décide d'expulser la rédaction. Bernstein et ses collaborateurs s'installent à Londres. La revue peine toutefois à s'adapter aux changements rapides de la politique intérieure allemande. En 1890, Guillaume II, tout juste couronné, renvoie Bismarck. Il prône une attitude plus conciliatrice à l'égard du SPD : en martyrisant les socialistes, la loi de 1878 n'a contribué qu'à renforcer leur ancrage populaire. Elle est finalement abrogée. Le parti est légalisé.
Rédigée depuis l'étranger, Die Sozialdemokrat perd de son utilité. La revue disparaît et, avec elle, Bernstein perd ses fonctions de rédacteur en chef. Il devient le correspondant londonien de la revue de Kautsky, Die Neue Zeit. Il tire parti de son temps libre pour mener à bien plusieurs projets théoriques et bibliographiques. Il rédige Cromwell et le Communisme, un essai historique consacré au développement des idées démocratiques et socialistes pendant la Première Révolution anglaise. Il publie également une biographie critique de Ferdinand Lassalle, qui est saluée par Engels, mais mal accueillie par les anciens militants de l'ADAV.
L'abrogation de la loi anti-socialiste n'affecte pas seulement les conditions de vie matérielle de Bernstein. Son implication intellectuelle est aussi reconsidérée. L'officialisation entraîne une résurgence des tendances disparates dont se compose le SPD. Les députés modérés du Reichstag réclament un changement de la ligne politique, en faveur d'une collaboration accrue avec d'autres partis réformistes. L'idéologue historique du parti, Wilhelm Liebknecht, est plutôt favorable à ces conceptions. Pour Liebknecht, la prise du pouvoir est subsidiaire : seule compte la conversion idéologique progressive de la société allemande. Inversement, une nouvelle génération de théoriciens radicaux, les Jungen, incite le parti à s'impliquer activement dans le déclenchement du processus révolutionnaire, si possible en fomentant des insurrections. Face à ces deux tendances, Engels prône le principe d'une révolution douce, au cours de laquelle le SPD prend le pouvoir par les urnes. En 1890, le parti représente 20 % de l'électorat : Engels en déduit qu'il gouvernera l'Allemagne d'ici le début du XXe siècle.
Afin de statuer sur toutes ces options et définir une orientation consensuelle un congrès est organisé à Erfurt du 14 au 20 octobre 1891. En raison de sa notoriété, Liebknecht est pressenti pour rédiger le programme final. Afin de le discréditer, Engels décide de publier la Critique du programme de Gotha, rédigée par Marx en 1875, mais restée depuis inédite. Le projet de Liebknecht est finalement abandonné. La rédaction du programme est confiée conjointement à Bernstein et Karl Kautsky.
Ce programme d’Erfurt se subdivise en deux parties. La première partie, dite théorique, est élaborée par Kautsky. Elle reprend la plupart des grands thèmes du Capital et du Programme minimaliste : la concentration de la richesse par la classe possédante, l’aliénation du travailleur, la nécessité d’une lutte des classes sur tous les plans, à la fois politique, social et idéologique, la perspective d’une société future collectivisée. La seconde partie, dite pratique, est développée par Bernstein. Moins ouvertement marxisante, elle « contient les revendications démocratiques et de réformes sociales présentées par la Social-Démocratie depuis sa fondation ». On y trouve toute une série de résolutions politiques concrètes : protection des plus démunis, laïcité, égalité entre les hommes et les femmes… Malgré leur inspiration marxiste commune, ces deux parties s'avèrent assez contradictoires. Leur cohabitation entraîne, de fait, « une véritable scission entre la théorie et la pratique ».

## Le temps des doutes (1891-1896)
Exilé depuis 1889 en Angleterre, Bernstein est sensible aux évolutions récentes du système capitaliste et de la classe ouvrière. Il s'intéresse parallèlement aux positions idéologiques assez spécifiques du socialisme et du syndicalisme anglo-saxon. Il fréquente plusieurs membres éminents de la Fabian Society, tels que le dramaturge George Bernard Shaw ou l'idéologue Sidney Webb. Même s'il a toujours nié avoir été influencé par les théories gradualistes des fabiens, sa pensée s'en est certainement imprégnée. Il sympathise également avec le futur premier ministre travailliste, Ramsay MacDonald. Ces fréquentations personnelles et théoriques ne sont pas sans incidences : « la combinaison de ce réseau de relations sociales, de ces visites régulières auprès de clubs de centre-gauche comme le National Liberal Club, et d'innombrables discussions et échanges avec toute sorte de réformateurs sociaux a indéniablement facilité le réveil des conceptions libérales de sa jeunesse ». Un autre groupe intellectuel a, plus indirectement, déterminé cette évolution politique : les néo-kantiens. Il rend ainsi compte des théories de Friedrich Albert Lange dans une monographie très élogieuse publié dans la revue Neue Zeit. La terminologie des néo-kantiens va jouer un rôle important dans l'affirmation de son socialisme révisionnisme.
En même temps qu'il se rapproche du social-libéralisme, Bernstein s'éloigne du marxisme orthodoxe. Il s'inquiète de l'écart progressif entre la théorie et la pratique du socialisme allemand. Suivant en cela une politique de simplification et de vulgarisation entreprise par Engels dans l'Anti-Dühring, Kautsky réduit le marxisme à quelques idées fortes dans son supplément au Programme d'Erfurt. Pour autant, le SPD ne cesse de se normaliser dans la pratique et de s'adapter aux institutions du Reich. Les jeunes théoriciens révolutionnaires ou Jungen qui prêchaient l'insurrection sont désavoués par Engels et Bebel. Le 1er juin 1894, les élus sociaux-démocrates de Bavière rompent avec leur politique d'opposition systématique en votant le budget du Land. Ils s'interrogent également sur la persistance d'une relation exclusive entre le SPD et la classe ouvrière : le parti ne devrait-il pas également incarner les velléités émancipatrices d'autres couches sociales ? Par contraste avec Kautsky et Engels, Bernstein reconnaît que cette interrogation est assez légitime.
Le SPD n'est pas le seul à s'éloigner progressivement du modèle théorique marxiste. Il semble en aller de même de la société tout entière. L'essor économique considérable de l'industrie allemande entre 1892 et 1895, ainsi que l'amélioration relative de la condition ouvrière paraît éloigner le spectre révolutionnaire que Bebel jugeait imminent. En 1894, la publication du troisième volume posthume du Capital est mal accueillie ; ses a priori spéculatifs sont dénoncés par la plupart des économistes. Bernstein lui consacre d'ailleurs une recension assez critique, qui est peu appréciée d'Engels.
Tout au long des années 1890, Bernstein dévie ainsi progressivement du consensus social-démocrate qu'il avait pourtant, de par sa participation au programme d'Erfurt, contribué à forger. En 1894, Engels commence à s'inquiéter. Il confie ainsi à Kautsky qu'il a l'impression que Bernstein tend à reprendre les idées politiques libérales de son oncle, Aaron. Ces inquiétudes ne vont finalement pas très loin. Engels meurt l'année suivante et fait de Bernstein l'un de ses exécuteurs testamentaires, aux côtés de Bebel, Kautsky et Eleanor Marx[réf. souhaitée]. Moins de deux ans plus tard, Bernstein commencera à élaborer son socialisme hétérodoxe : avec la disparition d'Engels, ses dernières attaches avec le marxisme orthodoxe sont rompues.

## Le socialisme de Bernstein
Il est difficile de dater avec précision l'apparition du socialisme réformiste de Bernstein. Selon lui, la véritable rupture est intervenue en janvier 1897. Il donne alors une conférence à la Fabian Society sur le thème What Marx Really Thought. Il réalise alors qu'il n'accepte plus certains principes fondamentaux du marxisme. De cette rupture idéologique s'ensuit, presque immédiatement, une rupture politique par rapport à la frange dominante du SPD, représentée par Bebel et Kautsky. Comme le souligne alors Ignaz Auer, changer la doctrine du parti revient également à changer l'une des composantes essentielles de son succès.
Bernstein tente néanmoins d'exposer les raisons de son revirement dans la principale revue théorique du SPD, Die Neue Zeit. Il rédige une série de trois articles intitulés Problèmes du socialisme qui questionnent le bien-fondé d'un élément fondamental du marxisme : la perspective d'un renversement plus ou moins imminent de la société bourgeoise par le prolétariat. Ces interrogations suscitent plusieurs réactions au sein de la revue, en particulier une réponse du théoricien russe proche des jungen, Gueorgui Plekhanov. Rapidement, le débat s'intensifie jusqu'à aboutir à la querelle réformiste (ou reformismusstreit). En conséquence, Bernstein se voit amené à donner une synthèse globale de ses positions en 1899, Les Présupposés du socialisme.
Manfred Steger parle à son propos d'un socialisme évolutionnaire, qui peut être compris de deux manières. Considéré comme une idéologie politique, on peut y discerner un socialisme graduel qui, par contraste avec le socialisme révolutionnaire s'impose progressivement et en douceur dans la société tout entière. En tant qu'élaboration théorique on peut le tenir pour un socialisme en mouvement, qui ne cesse de se remettre en question et de s'actualiser en fonction des acquis concrets des données statistiques et des sciences sociales. En raison de ce statut épistémologique un peu particulier, il n'est pas véritablement possible de ramener l'ensemble des positions de Bernstein à une doctrine unique : il n'y a pas de bersteinisme.

### L'épistémologie
Si, pour Bernstein, le marxisme est bien scientifique, il n'est en aucun cas dogmatique. À l'instar du darwinisme, il propose des « éléments empiriquement vérifiables » qui doivent être constamment réévaluées. Or, les données socio-économiques des années 1890 ne correspondent plus aux observations initiales de Marx. Bernstein souligne ainsi que « la paysannerie ne s'effondre pas ; la classe moyenne ne disparaît pas ; les crises ne s’amplifient pas ; la misère et le servage ne s’étendent pas. Il y a par contre effectivement une augmentation de l’insécurité, de la dépendance, de la distance sociale, de la socialisation de la production, de la surabondance fonctionnelle de la classe possédante. ».

### De la révolution à l'évolution
En conséquence, l'État socialiste ne saurait être le produit d'un soulèvement des classes prolétarisées. Il ne peut advenir que progressivement, via une révision graduelle de l'État bourgeois. Plus avancée que son équivalent allemand, la social-démocratie anglaise a déjà saisi cette donne nouvelle : « Aucun socialiste faisant usage de sa raison ne rêve aujourd'hui d'une victoire imminente du socialisme grâce à une révolution violente — nul ne rêve d'une conquête rapide du Parlement par un prolétariat révolutionnaire. Par contre, l'on compte de plus en plus sur le travail concret dans les municipalités et autres institutions autonomes. Au mépris initial pour le mouvement syndical et coopératif s'est substitué une adhésion grandissante ». La stratégie politique du SPD et, en fait, de n'importe quel parti socialiste, doit suivre ce modèle pragmatique. La rhétorique révolutionnaire doit être abandonnée au profit d'un ralliement complet aux institutions démocratiques. L'organisation politique interne du parti doit également s'adapter ; le SPD n'étant plus seulement le parti du prolétariat, mais le parti du peuple.
Bref, Bernstein délaisse la perspective d'une révolution définitive au profit d'un processus graduel : « le but, quel qu'il soit, ne signifie rien pour moi, le mouvement est tout ». La perspective d'une révolution plus ou moins proche lui paraît incertaine voire irrationnelle. Il préfère se reposer sur des garanties immédiates : « les succès durables [de la social-démocratie] dépendent plus d'une série d'avancées continues que des possibilités offertes par un effondrement catastrophique ».

## La querelle réformiste
À partir de 1896, Edouard Bernstein commence à exposer ses vues hétérodoxes dans Die Neue Zeit, la revue de Karl Kautsky. ll conçoit une série d'articles intitulés ou sous-titrés  Problèmes du socialisme (Probleme des Sozialismus) qui insistent notamment sur la disjonction accrue entre idéologie et pratique. En janvier 1899, il synthétise ces prises de position dans Les Prémices du socialisme (de) (Die Voraussetzungen des Sozialismus). Bernstein se livre rien moins qu'à une remise en cause du marxisme, dont il considère qu'il ne constitue plus une analyse adéquate de la société : sa position découle d'un fait tangible, soit l'erreur des prévisions catastrophistes de Marx quant à l'effondrement du capitalisme et la prolétarisation accrue de la société. Bernstein juge au contraire l'essor des classes moyennes comme une réalité durable. Il récuse le dogme matérialiste de la vision marxienne et défend un socialisme éthique, s'en prenant également à la vision marxiste de l'État : pour Bernstein, l'État a vocation à se démocratiser par le biais du suffrage universel et à devenir l'expression de l'intérêt général. L'État ne doit donc pas être conquis mais « libéré » de son contenu de classe. La social-démocratie doit, pour Bernstein, cesser de se penser comme le parti du prolétariat et devenir un vaste parti populaire et démocratique, englobant les classes moyennes : elle doit également renoncer à l'objectif révolutionnaire d'une transformation radicale et proposer simplement des réformes visant à une plus grande justice sociale,.
Les thèses de Bernstein reçoivent le soutien des syndicats allemands, de quelques théoriciens marxistes (Georges Sorel) et non marxistes (Tomáš Masaryk, Francesco Saverio Merlino, etc.) mais provoquent une vive controverse au sein de la social-démocratie allemande et sont notamment combattues par August Bebel et Karl Kautsky, qui se posent en champions de l'orthodoxie. Kautsky demeure attaché à la notion de révolution, soit de transformation radicale de la société, tout en considérant qu'elle peut se passer de la violence, les socialistes ne mettant en œuvre leur programme de transformation radicale qu'une fois la majorité politique conquise. À l'extrême-gauche du SPD, Rosa Luxemburg combat également les thèses de Bernstein : elle lui reproche une certaine forme d'idéalisme, et de concentrer la lutte politique uniquement contre le mode de répartition capitaliste, et non contre le mode de production capitaliste. Au congrès du SPD à Hanovre, en 1899, la ligne de Bernstein - ce dernier étant qualifié d'« hérétique » et d'« apostat » par certains de ses adversaires - est mise en nette minorité, cette condamnation étant renouvelée aux congrès de 1901 et 1903. À ce second congrès, qui suit la victoire du SPD aux élections, Bernstein réclame pour lui un poste de vice-président du Reichstag, ce qui signifierait de sa part l'abandon d'une politique d'opposition systématique au régime : cette demande, vivement combattue par Bebel, est rejetée par 288 voix contre 11, le congrès réaffirmant son opposition formelle à l'abandon de la ligne de lutte des classes et son remplacement par une « politique de concessions à l'ordre établi »,,.

## Une victoire politique posthume

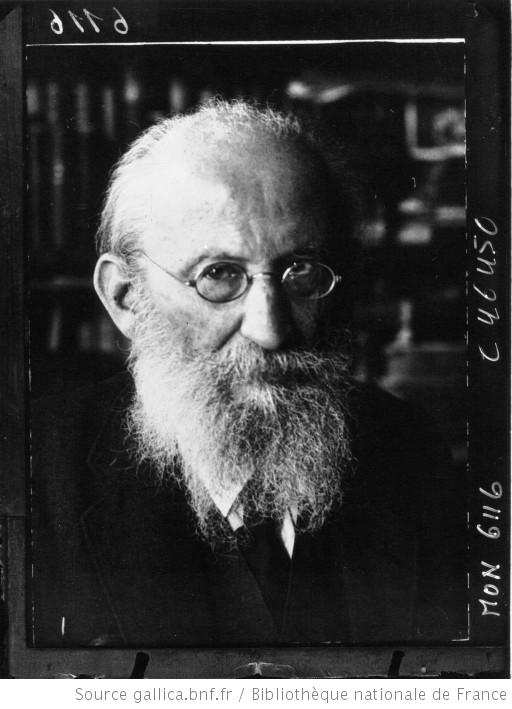
Eduard Bernstein en 1932.

Malgré cette mise en minorité au sein du SPD, les thèses de Bernstein progressent : son ouvrage théorique rencontre un franc succès et est réédité neuf fois en Allemagne dans la décennie qui suit. En 1909, la première édition en langue anglaise dresse un parallèle flatteur avec Darwin : le titre de l'ouvrage est traduit par Evolutionary Socialism. Bernstein et ses partisans ne sont pas exclus et conservent des responsabilités au sein du SPD :  Bernstein lui-même continue de se faire l'avocat de la marche de l'Allemagne vers la démocratie et son influence grandit au sein du groupe parlementaire social-démocrate. La pratique politique du SPD se fait, avec le temps, de plus en plus réformiste, notamment sous le leadership pragmatique et peu idéologique de Friedrich Ebert : à la veille de la Première Guerre mondiale, tout en demeurant officiellement marxiste, le parti n'a plus rien du mouvement révolutionnaire de ses débuts.
Quand le conflit éclate, Bernstein, comme la majorité des sociaux-démocrates allemands, considère l'entrée en guerre de l'Empire allemand comme un acte d'auto-défense, et vote les crédits de guerre. Mais la poursuite du conflit contribue à faire évoluer sa position : il vote ensuite contre les crédits et, lors de la scission du SPD, participe à la fondation de l'USPD formée par les opposants au conflit. Après la fin de la guerre, il retourne au SPD et participe à la rédaction du nouveau programme de ce parti, dont sont éliminées la plupart des analyses marxistes : mais cette victoire politique du « révisionnisme » est éphémère et, en 1925, le parti adopte un programme qui rétablit une partie des préceptes du programme d'Erfurt. Bernstein, isolé, se retire de la vie politique en 1928 et meurt quatre ans plus tard.
Durant l'entre-deux-guerres, les partis socialistes et sociaux-démocrates sont obligés de redéfinir leur identité et leur positionnement, face au défi politique que pose sur leur gauche l'existence des partis communistes au crédo révolutionnaire plus affirmé. Tout en continuant pour la plupart à s'en tenir officiellement à une ligne marxiste, les partis socialistes et sociaux-démocrates européens continuent dans les faits d'évoluer vers le réformisme, ce qui prend l'aspect d'une victoire différée des thèses de Bernstein. Ce n'est qu'après la Seconde Guerre mondiale que le Parti social-démocrate d'Allemagne renonce définitivement à toute référence au marxisme et à la lutte des classes, officialisant la ligne réformiste qui était la sienne depuis des années.

## Œuvres
- Ferdinand Lassalle as a Social Reformer. Eleanor Marx Aveling, trans. London: Swan Sonnenschein & Co., 1893.
- Socialisme théorique et socialdémocratie pratique [l'original allemand date de 1898], Paris, Stock, 1900 ; rééd. sous le titre Les présupposés du socialisme, Paris, Ed. du Seuil, 1974. En ligne ici 
  - La traduction initiale en français de cette œuvre, due à Alexandre Cohen et parue en 1899, a été reprise en 2010 (Paris, Les Nuits rouges) sous son titre originel.
- Evolutionary Socialism: A Criticism and Affirmation. [1899] Edith C. Harvey, trans. New York: B.W. Huebsch, 1909.
- Cromwell and Communism: Socialism and Democracy in the Great English Revolution. H.J. Stenning, trans. London: Allen and Unwin, 1930.
- My Years of Exile: Reminiscences of a Socialist., trans. Bernard Miall, New York: Harcourt, Brace and Howe, 1921.
- « Une lettre d'Eduard Bernstein à Georges Sorel », Michel Prat (ed.), Cahiers Georges Sorel, 1, 1983 (en libre accès sur Persée)